# Gaziantep
Gaziantep (lingua turca ottomana: Ayintap), in precedenza Antep ancora utilizzato informalmente; è una città della Turchia del sud, la più grande per popolazione della Regione dell'Anatolia Sud Orientale e la sesta della nazione.
È il capoluogo della provincia di Gaziantep.
Arabi e turchi selgiuchidi e ottomani la conoscevano come ʿAinṭāb, mentre dagli armeni era chiamata Antaf.

## Storia

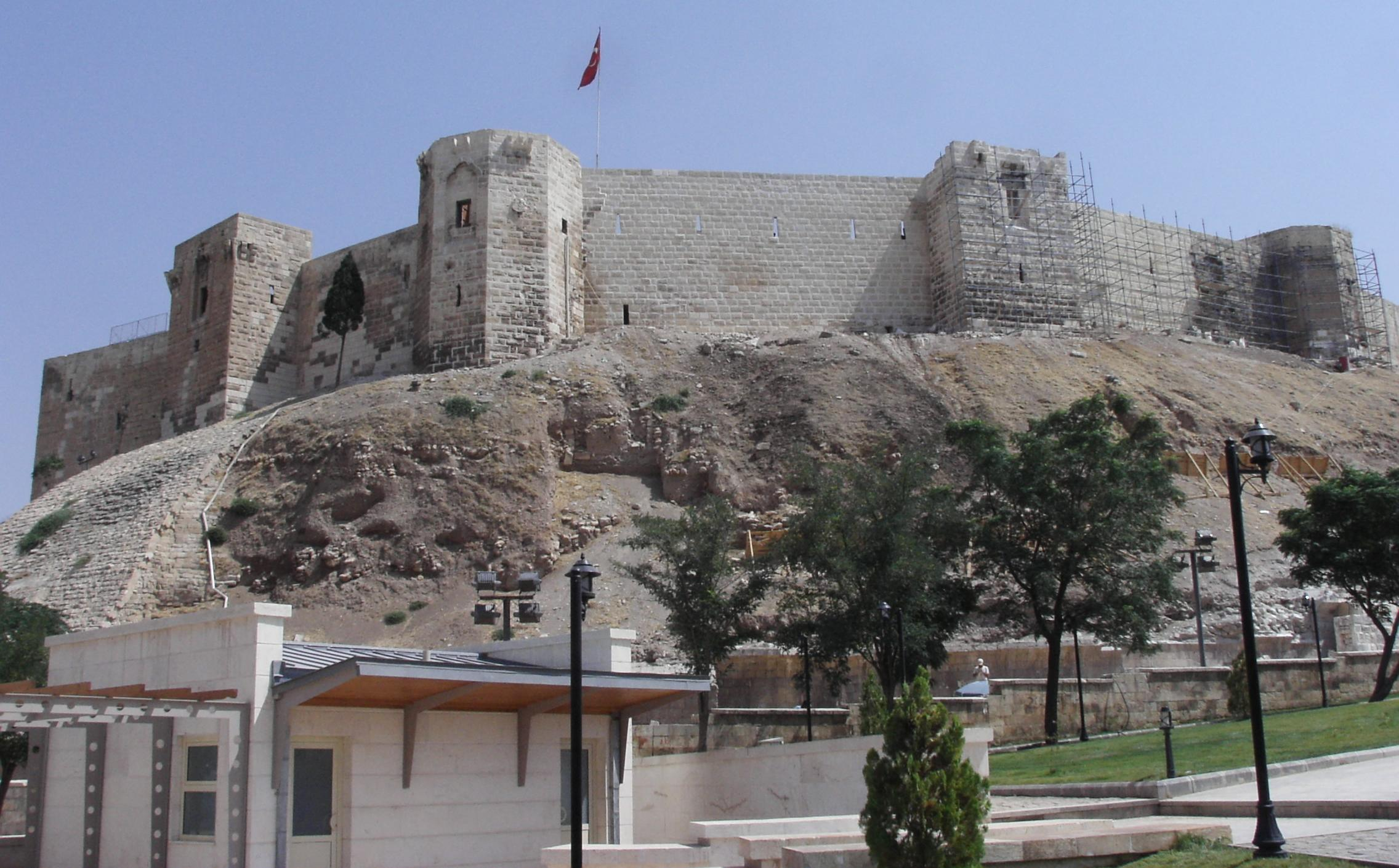
Il castello di Gaziantep prima del terremoto del 2023

L'area dell'attuale città fu a lungo contesa tra Ittiti e Assiri nell'antichità e passò a quest'ultima potenza attraverso il re Sargon II. Alcuni studiosi suggeriscono che Gaziantep corrisponda all'antica città seleucide di Antiochia ad Taurum o che fosse situata nelle vicinanze.
A dieci chilometri a nord di Gaziantep si trovava la città di Doliche (in turco Dülük), punto di partenza del culto di Giove Dolicheno in epoca imperiale romana, che da qui si diffuse con i soldati fino all'Europa centrale, come testimoniano numerose iscrizioni in pietra. Archeologi e storici antichi hanno studiato il suo santuario sulla cima della collina Dülük Baba Tepesi. Nel 2010 sono state scoperte le fondamenta di un vasto edificio che potrebbe appartenere a questo tempio.
Il periodo di massimo splendore di Doliche terminò nel III secolo d.C., quando i Sasanidi bruciarono il santuario. Antep, tuttavia, continuò a rimanere indietro rispetto a Doliche fino al 637, quando fu invasa dagli Arabi, che posero fine al dominio romano orientale e conquistarono Doliche, che da allora perse lentamente la sua importanza. Dopo l'invasione dell'Anatolia orientale, i turchi Selgiuchidi, che avevano sconfitto l'esercito dell'imperatore Romano IV Diogene (1068-1071) nella battaglia di Manzicerta del 26 agosto 1071, si impadronirono di questa zona. A quel tempo, la fortezza fu costruita sulla collina della città di Antep.
Durante le Crociate, Antep passò ai cavalieri occidentali nel 1098 e da allora appartenne al Principato di Antiochia. Nel 1183, il sultano Saladino conquistò la città. Dopo la sua morte, avvenuta all'inizio di marzo del 1193, il dominio dell'area fu conteso, tra l'altro, tra Mamelucchi e Mongoli. Per un certo periodo, Antep appartenne al Beylik dei Dulkadir. Nel 1514, il sultano turco Selim I (1512-1520) conquistò l'Anatolia sud-orientale e con essa Antep. Da allora la città appartenne all'Impero ottomano; tra il 1832 e il 1840 fu occupata dalle truppe del Wālī d'Egitto Muhammad Ali Pasha. Alla fine della Prima guerra mondiale, le unità britanniche occuparono la regione nel 1918, seguite dai francesi fino alla loro espulsione da parte di Sahin Bey nel 1921. Con il Trattato di Losanna del 24 luglio 1923, l'attuale Gaziantep divenne parte della Repubblica di Turchia.
Il Parlamento Turco ha dato alla città il titolo di Gazi (guerriero vittorioso) l'8 febbraio 1921 (il giorno della sua resa alle truppe francesi), in riconoscimento della lunga resistenza e del valore dei suoi abitanti durante la guerra franco-turca (parte della Guerra d'indipendenza turca), così la città prese ufficialmente il nome di Gaziantep "Antep la Veterana" o "Antep la combattente della Fede".
Nell'attentato suicida di Gaziantep del 20 agosto 2016, 50 persone sono state uccise e circa 100 altre ferite durante una celebrazione di un matrimonio curdo.
Il 6 febbraio 2023 alcune violente scosse di terremoto hanno colpito la città e la regione di confine tra Turchia e Siria, facendone crollare il castello e danneggiandone il centro storico, oltre a causare numerosi morti.

## Economia

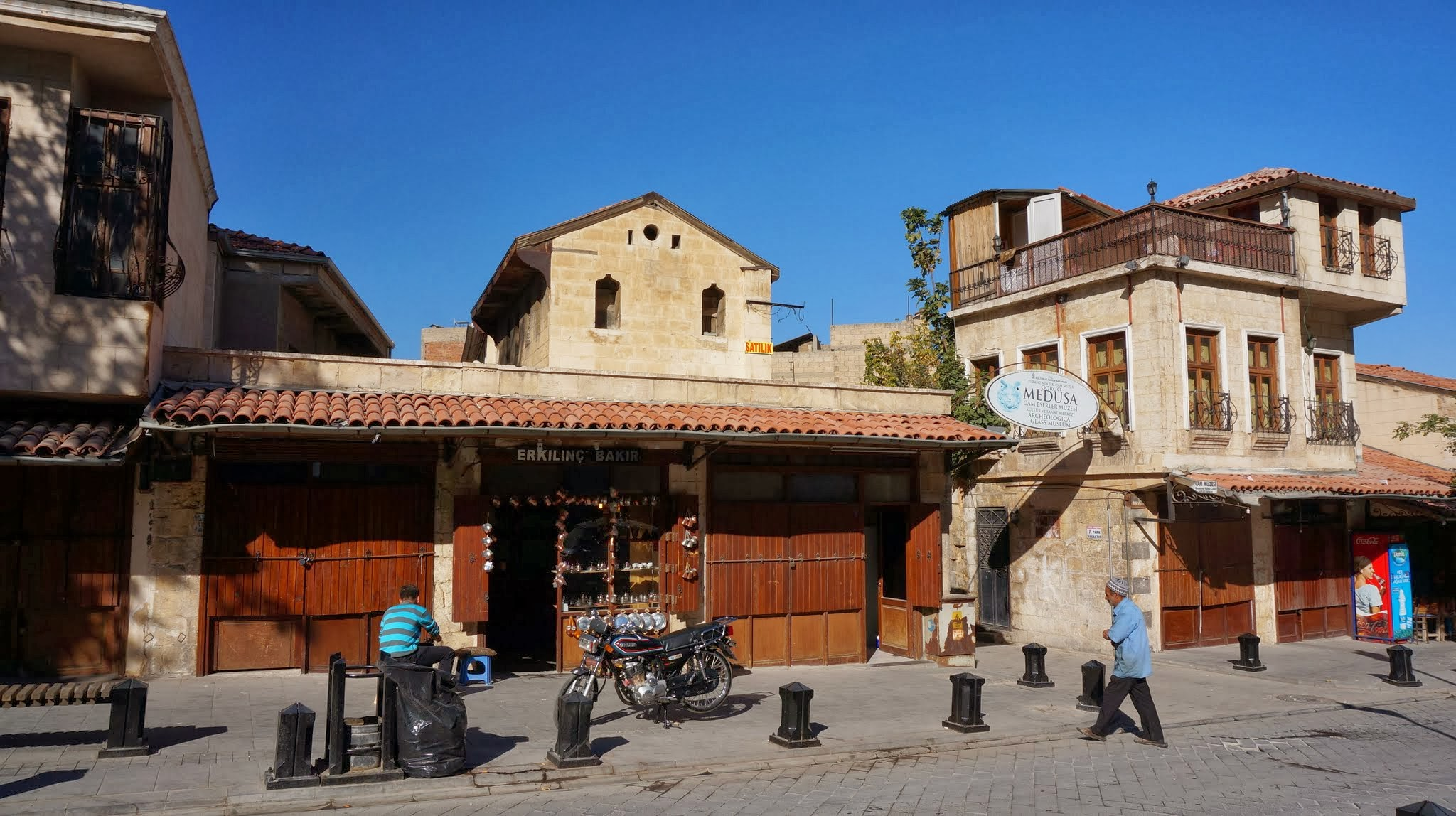
Centro storico di Gaziantep

Gaziantep è famosa per le sue specialità regionali: gli oggetti in rame e i sandali "yemeniti", specifici della regione, ne sono un esempio. La città è un centro economico per la Turchia sudorientale e orientale. Il numero di grandi imprese industriali stabilite a Gaziantep rappresenta il 4% dell'industria turca in generale, mentre le piccole industrie rappresentano il 6%. Inoltre, Gaziantep ha la più grande area industriale organizzata della Turchia e occupa la prima posizione nelle esportazioni e nelle importazioni. La città è il centro dell'industria del sapone Nizip a base di olio d'oliva verde.
Tradizionalmente, il commercio a Gaziantep si svolgeva nei mercati coperti noti come "Bedesten" o "Hans", i più noti dei quali sono lo Zincirli Bedesten, l'Hüseyin Pasha Bedesten e il Kemikli Bedesten.
Gaziantep ha anche un'industria turistica in via di sviluppo. Lo sviluppo intorno alla base del castello migliora la bellezza e l'accessibilità al castello e ai laboratori di rame circostanti. Nella zona si stanno insediando nuovi ristoranti e attività commerciali a misura di turista. Rispetto ad altre regioni della Turchia, i turisti sono ancora una novità a Gaziantep e gli abitanti del luogo li accolgono molto bene. Molti studenti che studiano la lingua inglese sono disposti a fare da guide per i turisti.
Gaziantep è uno dei principali produttori di tappeti lavorati al mondo. Nel 2006 ha esportato circa 700 milioni di dollari di tappeti lavorati a macchina. Nella Zona Industriale Organizzata di Gaziantep ci sono più di 100 impianti per la produzione di tappeti.
Nel 2009 è stato aperto il più grande centro commerciale chiuso della città e della regione, il Sanko Park, che ha iniziato ad attirare un numero significativo di acquirenti dalla Siria. I legami tra Turchia e Siria si sono gravemente deteriorati dall'inizio della guerra civile siriana nel 2011.

## Gastronomia

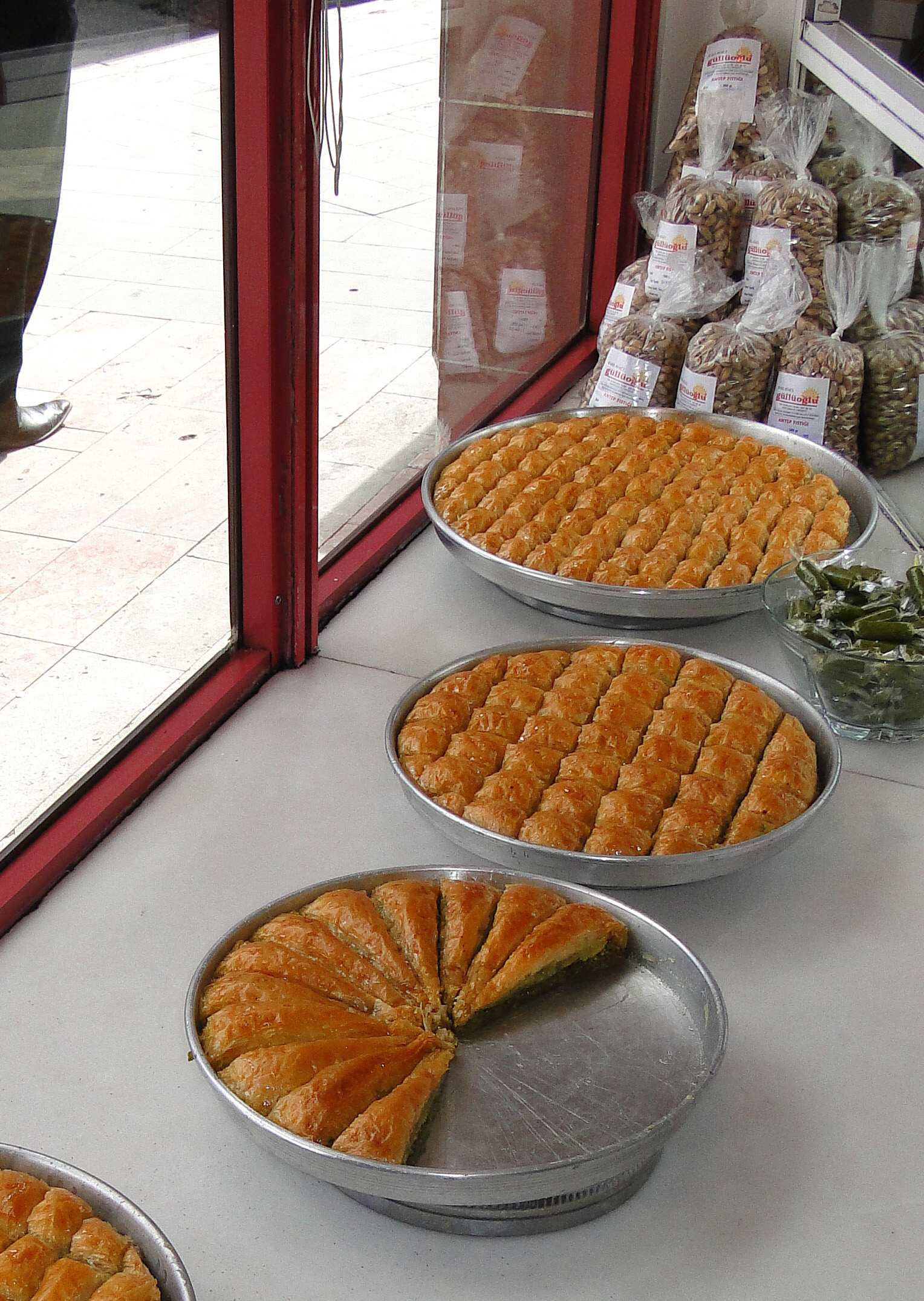
Baklava in una pasticceria di Gaziantep

Gaziantep è il centro della coltivazione del pistacchio in Turchia, con una produzione di 60000 tonnellate nel 2007, e dà il nome alla parola turca che indica il pistacchio, Antep fıstığı, che significa "nocciolina (pistacchio) di Antep".
Tipico prodotto di Gaziantep è il baklava, dolce turco a base di pistacchio, riconosciuto come marchio IGP col nome di  Antep baklavası o Gaziantep Baklavas.
Nella città ha sede l'università di Gaziantep.

## Luoghi d'interesse
Nel centro della città, si trova la cittadella di epoca selgiuchide situata sulla collina centrale, già dotata di fortificazioni in tempi antichi. Qui si trova anche una mostra permanente che documenta l'interpretazione ufficiale turca del genocidio armeno del 1915, secondo cui gli armeni attaccarono la popolazione turca e furono sconfitti. Il museo archeologico espone reperti provenienti dall'area circostante la città, da Zincirli, Yesemek, Arsameia a Nymphaios e altri. Il castello sulla collina, già di epoca romana, è stato distrutto dal terremoto del 6 febbraio 2023.
La grande collezione di mosaici romani provenienti dalla città perduta di Zeugma, sul medio Eufrate, è stata trasferita nel Museo dei Mosaici di Zeugma, inaugurato nel 2011 e probabilmente il più grande museo di mosaici del mondo. Notevole è anche la collezione del Museo archeologico di Gaziantep.
La Grande Sinagoga di Gaziantep è stata restaurata nel 2012, ma gli ebrei autoctoni di Gaziantep hanno lasciato la città alla fine degli anni Settanta. La moschea di Kurtuluş fu costruita nel 1892 come Chiesa apostolica armena della Madre di Dio e fu convertita in prigione dopo il genocidio armeno e in moschea dopo il 1980.
Uno scavo internazionale ha riportato alla luce l'archivio della città antica.

## Amministrazione

### Gemellaggi
- Vibo Valentia
- Firenze
- Düsseldorf
- Nimega
- Gazi Baba
- Aleppo
- Dubai
- Kermanshah
- Qazvin
- Budapest
- Södertälje
- Karlstad
- Cettigne
- Al Kuwait
- Irbid
- Ludwigshafen
- Tartu

## Sport

### Calcio
La squadra principale della città è il Gaziantep Futbol Kulübü. Gioca le partite casalinghe nello stadio Kamil Ocak.